# Guanxi (Hsinchu)
Guanxi (chinesisch 關西鎮, Pinyin Guānxi Zhèn, Hakka guanˋ siˋ zhinˊ) ist eine Stadtgemeinde (鎮,  Zhèn) im Landkreis Hsinchu in der Republik China (Taiwan).

## Lage und Klima
Guanxi liegt im Landesinneren des Landkreises Hsinchu an der nördlichen Kreisgrenze zum Stadtgebiet von Taoyuan. Die Nord-Süd-Ausdehnung beträgt etwa 14,4 Kilometer und die Ost-West-Ausdehnung etwa 21 Kilometer. Größter Fluss ist der von Ost nach West fließende Fengshan (鳳山溪), der hier den von Norden kommenden Niulan (牛欄河) als Zufluss erhält. Im Westen ist das Terrain überwiegend flach und im Osten von Hügel- und Bergland geprägt. Die höchste Erhebung bildet mit 1350 Metern der „Schnabelberg“ (Niaozuishan, 鳥嘴山, ).
Die Jahresmitteltemperatur liegt bei 23 °C und der Jahresniederschlag bei 2260 mm.

## Geschichte
Die ursprünglichen Bewohner des Gebietes waren taiwanisch-indigene Völker aus der Ethnie der Atayal. Die Erschließung des Gebiets durch aus Quanzhou stammende chinesische Einwanderer begann in den 1790er Jahren, in den letzten Herrschaftsjahren Qianlongs. Ein älterer Name des Ortes war Meili (美里). Später änderte sich dieser in Xiancaiweng (鹹菜甕). Während der japanischen Herrschaft über Taiwan 1895 bis 1945 erfolgten mehrere größere Verwaltungsreformen, zuletzt am 1. September 1920. Die japanisch ausgesprochenen chinesischen Schriftzeichen (鹹菜) wurden zu Kansai (かんさい, 関西), dem Namen einer Region in Japan, verballhornt und es wurde das Dorf Kansai (關西庄) gebildet. Als Taiwan 1945 zur Republik China kam, wurden die japanischen Verwaltungseinheiten beibehalten und aus dem Dorf (庄,  Zhuāng) entstand die Stadtgemeinde (鎮,  Zhèn), diesmal wieder in chinesischer Aussprache von 關西, ‚Guanxi‘.

## Bevölkerung
Etwa 90 % der Bevölkerung gehören der Hakka-Volksgruppe an. Im September 2023 lebten 552 Angehörige indigener Völker in Guanxi, entsprechend einem Bevölkerungsanteil von 2,1 %.
| Gliederung von Guanxi |
|                       |

## Verwaltungsgliederung
Guanxi ist in 21 Ortsteile (里,  Li) untergliedert:
1 Dongxing (東興里)

2 Nanxueng (南雄里)

3 Xi'an (西安里)

4 Beidou (北斗里)

5 Nanshan (南山里)

6 Dong'an (東安里)

7 Ren'an (仁安里)

8 Beishan (北山里)

9 Datong (大同里)

10 Dongping (東平里)

11 Shiguang (石光里)

12 Nanhe (南和里)

13 Xinli (新力里)

14 Shanglin (上林里)

15 Nanxin (南新里)

16 Xinfu (新富里)

17 Dongguang (東光里)

18 Yushan (玉山里)

19 Jinshan (金山里)

20 Jinshan (錦山里)

21 Dongshan (東山里)

## Wirtschaft

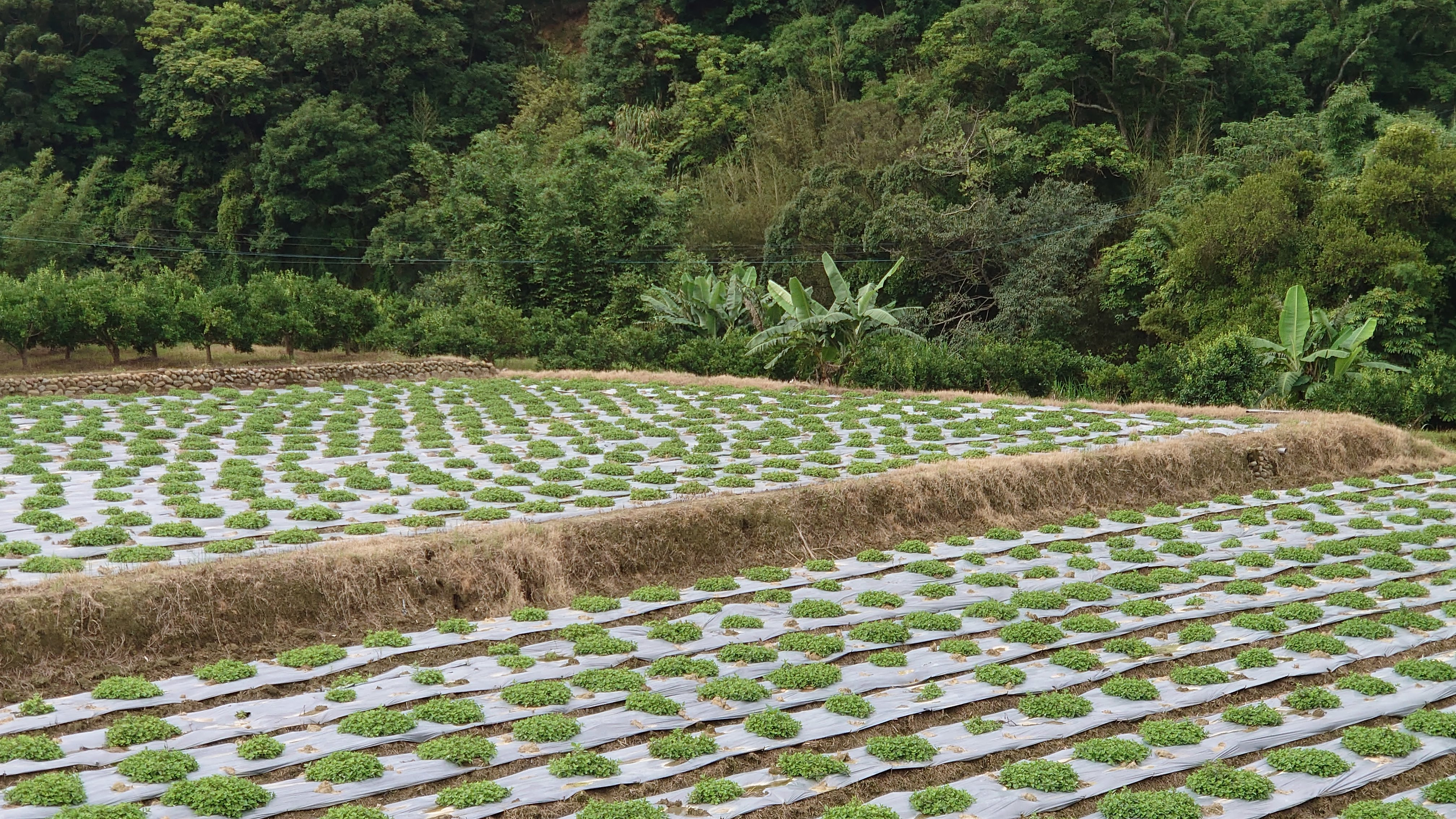
Anbau von Platostoma palustre, dem Ausgangsprodukt von Grasgelee

Aufgrund der hügeligen Topographie konzentriert sich der Reisanbau vor allem auf kleine Flusstäler und Ebenen. Ansonsten werden überwiegend Süßkartoffeln, Taro, Tee, Zitrusfrüchte, u. a. angebaut. Die größte Bedeutung hatte der Teeanbau während den Jahren 1914 bis 1916 und erneut etwa 1967 bis 1996, als zeitweilig bis zu 5000 t bzw. bis zu 3500 t Tee pro Jahr produziert wurden. Zwischen 1917 und 1967 lag die Produktionsmenge bei etwa 1000 bis 1500 t/Jahr. Die Jahresproduktion in den Jahren 2000 bis 2016 lag bei unter 260 t/Jahr. Historisch war vor allem während der Zeit der japanischen Herrschaft auch die Kultivierung des Kampferbaums von Bedeutung. Die Kampferproduktion in Taiwan wurde in den 1970er Jahren ganz eingestellt. Als Spezialitäten der Gegend gelten Grasgelee, eingelegte Gemüse, Tomaten und Erdbeeren. Mehr als 80 Prozent des in Taiwan hergestellten Grasgelees stammen aus Guanxi.
Die örtlichen Gewerbebetriebe sind mit der Verarbeitung landwirtschaftlicher Produkte befasst. Die Bedeutung der teeverarbeitenden Industrie ist im Laufe der Zeit stark zurückgegangen. Außerdem gibt es Betriebe des verarbeitenden Gewerbes. In früherer Zeit wurde in Guanxi Steinkohle abgebaut. In den 1990er Jahren gab es ein Projekt zur Entwicklung eines Industrie- und Maschinen-Technologieparks (關西機械科技園區 – „Guanxi-Maschinentechnikpark“). Dazu wurden 230 ha Land nahe der Formosa-Autobahn erworben. Dagegen gab es jedoch erheblichen Widerstand, vor allem von Umweltschützern, die eine Zerstörung der Wälder und Umweltverschmutzung befürchteten. Am 9. Oktober 1998 beschloss das Innenministerium, das Projekt zunächst ad acta zu legen. In der Folgezeit gab es weitere Industrialisierungspläne für Guanxi, deren Status derzeit (2024) unklar ist.

## Verkehr
Hauptverkehrsstraße ist die Nationalstraße 3 (Formosa-Autobahn), die von Norden kommend in einem großen Bogen nach Westen abbiegt. In Nord-Süd-Richtung verläuft die Provinzstraße 3 (台3線, Zhongtan-Schnellstraße). Die Kreisstraße 118 verläuft in der Flussebene des Fengshan in Ost-West-Richtung.

## Besonderheiten
In Guanxi gibt es einige ältere Bauten aus der japanischen Kolonialzeit, darunter die 1933 erbaute Alte Dong’an-Brücke über den Niulan. In alten Teefabriken kann die Technik der Teeverarbeitung und -aufbereitung nachvollzogen werden. Die umliegende Natur bietet Ausflugsmöglichkeiten. In Guanxi liegt außerdem der Leofoo-Village-Themenpark, einer der größten und bekanntesten Freizeitparks Taiwans, der einen Zoo und zahlreiche Attraktionen umfasst.

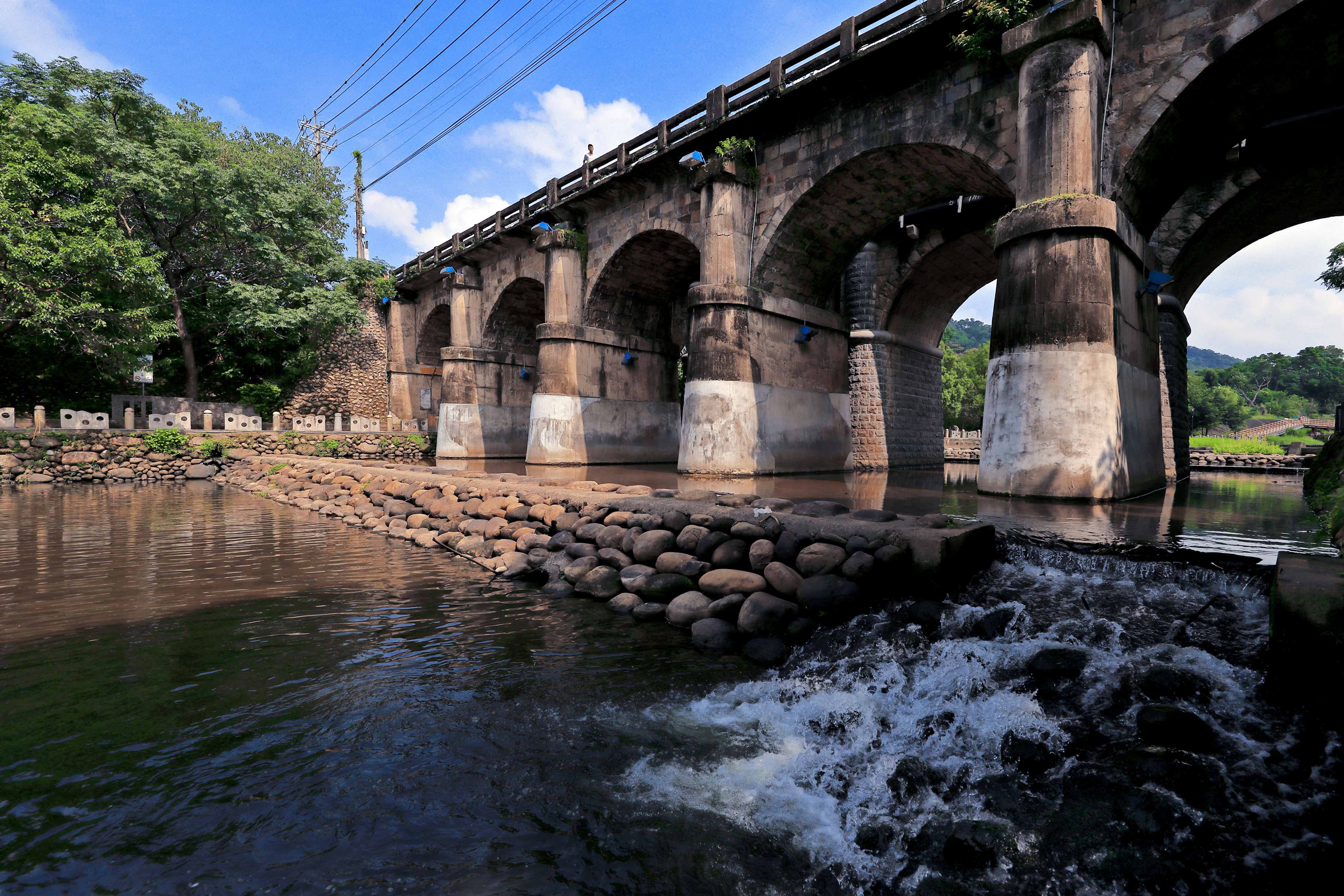
Alte Brücke über den Niulan
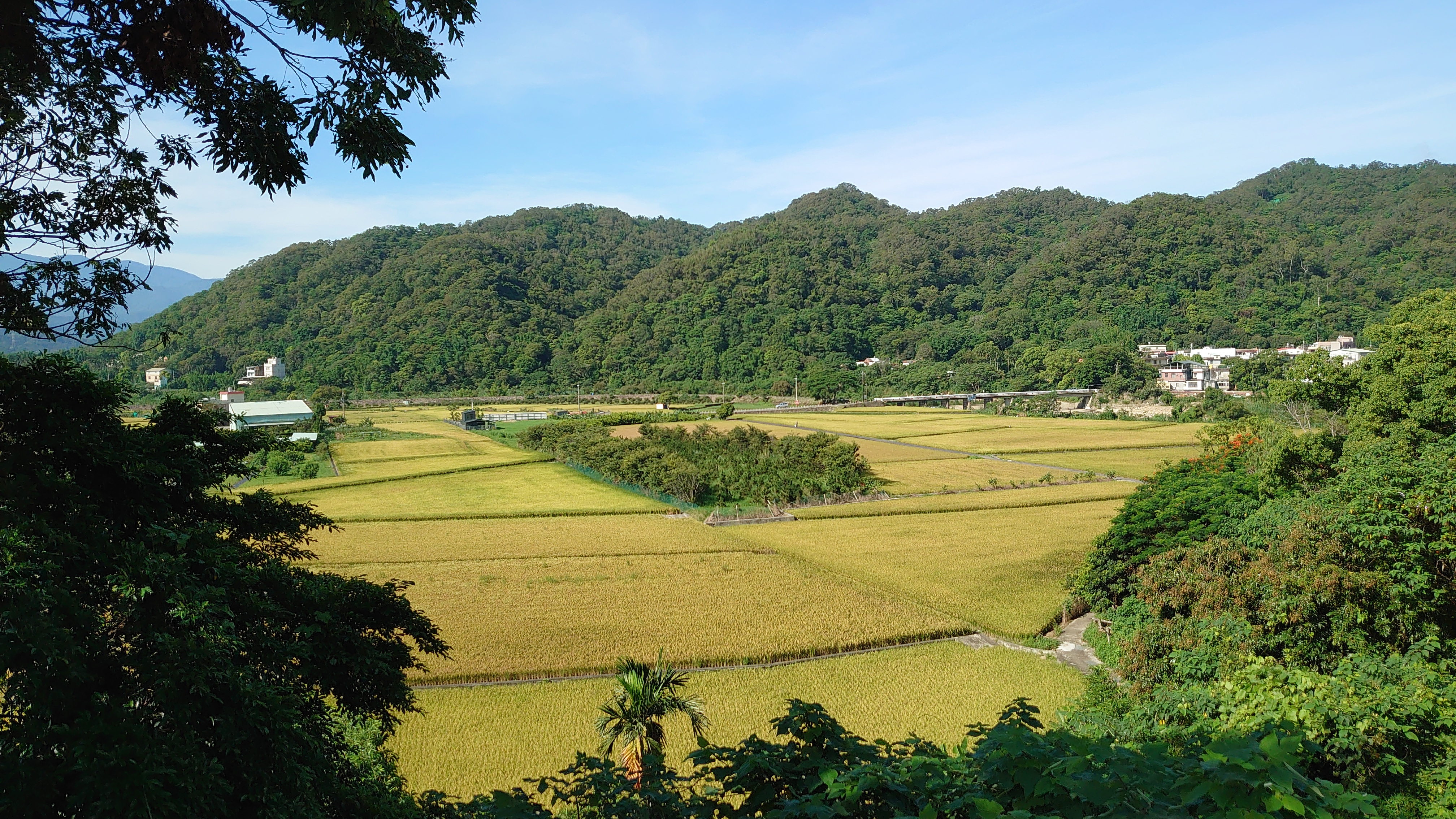
Reisfelder
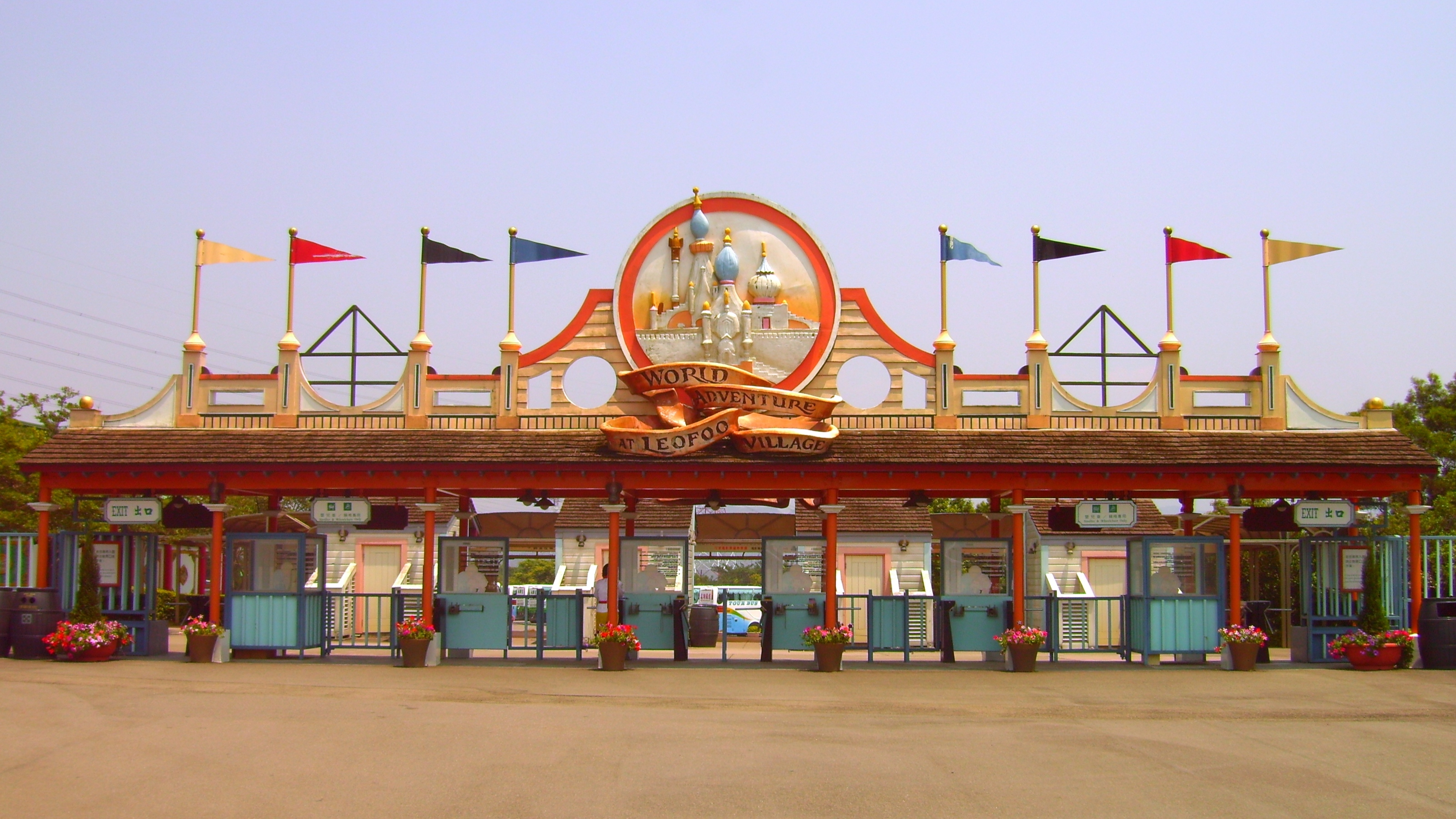
Eingang zum Leofoo-Themenpark